# مت لوکاس
مت لوکاس (انگلیسی: Matt Lucas؛ زادهٔ ۵ مارس ۱۹۷۴) بازیگر اهل بریتانیا است.
از فیلم‌ها یا برنامه‌های تلویزیونی که وی در آن نقش داشته است، می‌توان به بریتانیای کوچک، آلیس در سرزمین عجایب، ساقدوش‌ها، آسترو بوی، نگاه عشق، رفتار بی‌‌فایده و احمقانه، پلانکت و مک‌لین و قطبی اشاره کرد.